# Premio Zener
El Premio Zener es internacional otorgado en ciencia de materiales, física y física de materiales en reconocimiento de avances científicos dentro del campo de ciencia de materiales, espectroscopía mecánica y fricción interna. Otorgado por reconocer un cuerpo de trabajo acumulativo de por vida.
Presentado por los Comités Honorarios y Científicos del International Conference on Internal Friction and Ultrasonic Attenuation in Solids (1956 - 2002) y del International Conference on Internal Friction and Mechanical Spectroscopy.
El Premio Zener o la Medalla de Oro de Zener (Zener Prize or Zener Gold Medal en inglés y Prix Zener ou la Médaille d'or Zener en francés) es el nombre antiguo del Premio ICIFUAS (1965 - 1989) establecido en honor al trabajo pionero sobre anelasticidadpor Clarence Melvin Zener.  
Las Medallas de Oro de Zener son obtenidas de oro de 20 quilates. Cada medalla presenta una imagen de Clarence Melvin Zener en el perfil derecho en el anverso. Los Premios Zener han sido otorgados a 24 individuos en cuanto al año 2022. Cada galardonado recibe una medalla de oro y un diploma.

## Lista de los ganadores del Zener
| Año  | Galardonados           |           | País           | Afiliación |
| ---- | ---------------------- | --------- | -------------- | --- |
| 1965 | Werner Otto Köster     | 1896–1989 | Alemania       | Max Planck Institute for Metals Research, Stuttgart                                                                                     |
| 1969 | Warren Perry Mason     | 1900–1986 | Estados Unidos | Edificio de Bell Laboratories, Murray Hill(Manhattan), New Jersey                                                                       |
| 1985 | Clarence Melvin Zener  | 1905–1993 | Estados Unidos | Universidad Carnegie Mellon, Pittsburgh, Pensilvania                                                                                    |
| 1989 | Ting-sui Kê            | 1913–2000 | China          | Academia China de las Ciencias, Institute of Solid State Physics (ISSP), Hefei, Anhui                                                   |
| 1989 | Arthur Stanley Nowick  | 1923–2010 | Estados Unidos | Universidad de Columbia en la Ciudad de Nueva York,* Nueva York, Nueva York (estado)                                                    |
| 1993 | Piero Giorgio Bordoni  | 1915–2009 | Italia         | Universidad de Roma La Sapienza, Roma                                                                                                   |
| 1993 | Kurt Lücke             | 1921–2001 | Alemania       | Universidad Técnica de Aquisgrán (RWTH Aachen), Aquisgrán                                                                               |
| 1993 | Alfred Seeger          | 1927–2015 | Alemania       | Max Planck Institute for Metals Research (Max Planck Institute for Intelligent Systems), Stuttgart; Universidad de Stuttgart, Stuttgart |
| 1993 | Charles Allen Wert     | 1919–2003 | Estados Unidos | Universidad de Illinois en Urbana-Champaign, Urbana (Illinois)                                                                          |
| 1996 | Andrew Vincent Granato | 1926–2015 | Estados Unidos | Universidad de Illinois en Urbana-Champaign, Urbana, Illinois                                                                           |
| 1999 | Gunther Schoeck        | 1928–2015 | Austria        | Universidad de Viena, Viena |
| 2002 | Willy Benoit           | (1938)    | Suiza          | Escuela Politécnica Federal de Lausana (EPFL), Lausana                                                                                  |
| 2002 | Masahiro Koiwa         | (1938)    | Japón          | Universidad de Kioto, Kioto |
| 2005 | Rosario Cantelli       | (1940)    | Italia         | Universidad de Roma La Sapienza, Roma                                                                                                   |
| 2005 | Manfred Weller         | 1940–2017 | Alemania       | Max Planck Institute for Metals Research (Max Planck Institute for Intelligent Systems), Stuttgart                                      |
| 2008 | Daniel Newson Beshers  | (1928)    | Estados Unidos | Universidad de Columbia en la Ciudad de Nueva York, Nueva York, Nueva York (estado)                                                     |
| 2008 | Gaetano Cannelli       | (1936)    | Italia         | Universidad de Calabria, Rende |
| 2008 | Gilbert Fantozzi       | (1942)    | Francia        | Institut National des Sciences Appliquées de Lyon (INSA de Lyon), Lyon-Villeurbanne                                                     |
| 2011 | Gérard Gremaud         | (1949)    | Suiza          | Escuela Politécnica Federal de Lausana (EPFL), Lausana                                                                                  |
| 2011 | Fabio Massimo Mazzolai | (1934)    | Italia         | Universidad de Perugia, Perugia |
| 2014 | Qing-Ping Kong         | (1930)    | China          | Academia China de las Ciencias, Institute of Solid State Physics (ISSP), Hefei, Anhui                                                   |
| 2014 | Robert Schaller        | (1948)    | Suiza          | Escuela Politécnica Federal de Lausana (EPFL), Lausana                                                                                  |
| 2017 | Leszek Bogumił Magalas | (1954)    | Polonia        | AGH Universidad de Ciencias y Tecnología de Cracovia Cracovia                                                                           |
| 2022 | Jose M. San Juan       | (1955)    | España         | Universidad del País Vasco (UPV/EHU) Bilbao                                                                                             |

El número en la primera columna es el año en el que el galardonado Zener recibió el Premio Zener. El número de galardonados: 24 premios; 21 galardonados con la Medalla de Oro Zener.

## Lista de galardonados Zener por país
| País           | Número de Galardonados | Galardonados                                                               |
| -------------- | ---------------------- | -------------------------------------------------------------------------- |
| Estados Unidos | 6                      | W.P. Mason, C.M. Zener, A.S. Nowick, C.A. Wert, A.V. Granato, D.N. Beshers |
| Alemania       | 4                      | W. Köster, K. Lücke, A. Seeger, M. Weller                                  |
| Italia         | 4                      | P.G. Bordoni, R. Cantelli, G. Cannelli, F.M. Mazzolai                      |
| Suiza          | 3                      | W. Benoit, G. Gremaud, R. Schaller                                         |
| China          | 2                      | T.S. Kê, Q.P. Kong                                                         |
| Austria        | 1                      | G. Schoeck                                                                 |
| Francia        | 1                      | G. Fantozzi                                                                |
| Japón          | 1                      | M. Koiwa                                                                   |
| Polonia        | 1                      | L.B. Magalas                                                               |
| España         | 1                      | J.M. San Juan                                                              |

Los países se enumeran en orden descendiente de acuerdo con el número de galardonados.

## Lista de países de galardonados de Zener por habitante
Clasificados por sus ganadores del Premio Zener en relación con su población. Debido a que la población de un país es considerablemente más alta que sus galardonados Zener, las cifras se han multiplicado por 10 millones. Por esta razón, el número en la columna de la derecha debe leerse como el número de galardonados Zener de un país por cada 10 millones de su población.
| Clasificación | País           | Galardonados Zener | Población 2015 | Galardonados / por cada 10 millones |
| ------------- | -------------- | ------------------ | -------------- | ----------------------------------- |
| 1             | Suiza          | 3                  | 8.320          | 3.605                               |
| 2             | Austria        | 1                  | 8.679          | 1.152                               |
| 3             | Italia         | 4                  | 59.504         | 0.672                               |
| 4             | Alemania       | 4                  | 81.708         | 0.489                               |
| 5             | Polonia        | 1                  | 38.265         | 0.261                               |
| 6             | España         | 1                  | 46.440         | 0.215                               |
| 7             | Estados Unidos | 6                  | 319.929        | 0.187                               |
| 8             | Francia        | 1                  | 64.457         | 0.155                               |
| 9             | Japón          | 1                  | 127.975        | 0.078                               |
| 10            | China          | 2                  | 1.397029       | 0.014                               |